# Лисичка трубчатая
Лиси́чка тру́бчатая, или воро́нчатая (лат. Cantharellus tubaeformis) — гриб семейства Лисичковые (Cantharellaceae). 
Научные синонимы:
- Craterellus tubaeformis (Fr.) Quél., 1888 и др.

Русские синонимы:
- Лопастник трубчатый
- Лисичка ворончатая
- Кантарелл трубковидный

## Описание
Плодовое тело по форме близкое к шляпконожечному, имеет трубчатое строение с воронкообразной верхней частью («шляпкой»).
Шляпка диаметром 2—6 см, воронковидная с загнутым вниз, часто неровным краем. Кожица от коричневого до серовато-жёлтого цвета, иногда красноватая, с мелкими бархатистыми тёмными чешуйками.
Мякоть тонкая и плотная, эластичной консистенции, белая. Вкус слабо выражен, неострый, иногда горьковатый; запах слабый, приятный, его сравнивают с запахом мирабели, или землистый.
Ножка трубчатая, у зрелых грибов отверстие её открывается в центре шляпки. Высотой 3—8 см и диаметром 0,3—0,8 см, по форме цилиндрическая, часто сдавленная с боков, хромово-жёлтого цвета, с возрастом выцветает до тускло-жёлтой.
Гименофор складчатый, нисходящий, состоит из редких разветвлённых ломких жилок желтоватого или голубовато-серого цвета.
Споровый порошок кремовый, споры 10×8 мкм, эллипсовидные.

### Изменчивость
Есть несколько вариаций, различающихся окраской, среди них чаще всего выделяют Cantharellus tubaeformis var. lutescens более яркого жёлтого цвета.

## Экологияи распространение
Образует микоризу преимущественно с хвойными деревьями, реже с лиственными. Встречается тенистых лесах на кислых почвах, может вырастать среди влажного мха или на сгнившей древесине. Распространён в северной умеренной зоне. Плодоносит большими группами, может образовывать ряды и кольца.
Сезон сентябрь — начало зимы.

## Сходные виды
Другие съедобные грибы семейства лисичковых:
- Лисичка желтеющая (Cantharellus lutescens) имеет менее развитый складчатый гименофор, слабо выступающий.
- Вороночник серый (Craterellus cornucopioides) всегда имеет тусклую, более тёмную окраску, гименофор у него гладкий.

## Пищевые качества
Съедобный гриб, используется так же, как лисичка обыкновенная. Иногда считается грибом невысокого качества из-за жестковатой мякоти, которая становится мягче при длительном отваривании. Годится для сушки, приготовления грибного порошка и соусов.